# هنري هاو
هنري هاو (بالإنجليزية: Henry Howe)‏ هو مؤرخ ورسام توضيحي أمريكي، ولد في 11 أكتوبر 1816 في نيو هيفن في الولايات المتحدة، وتوفي في 14 أكتوبر 1893 في كولومبوس في الولايات المتحدة.